# میخال ماسنی

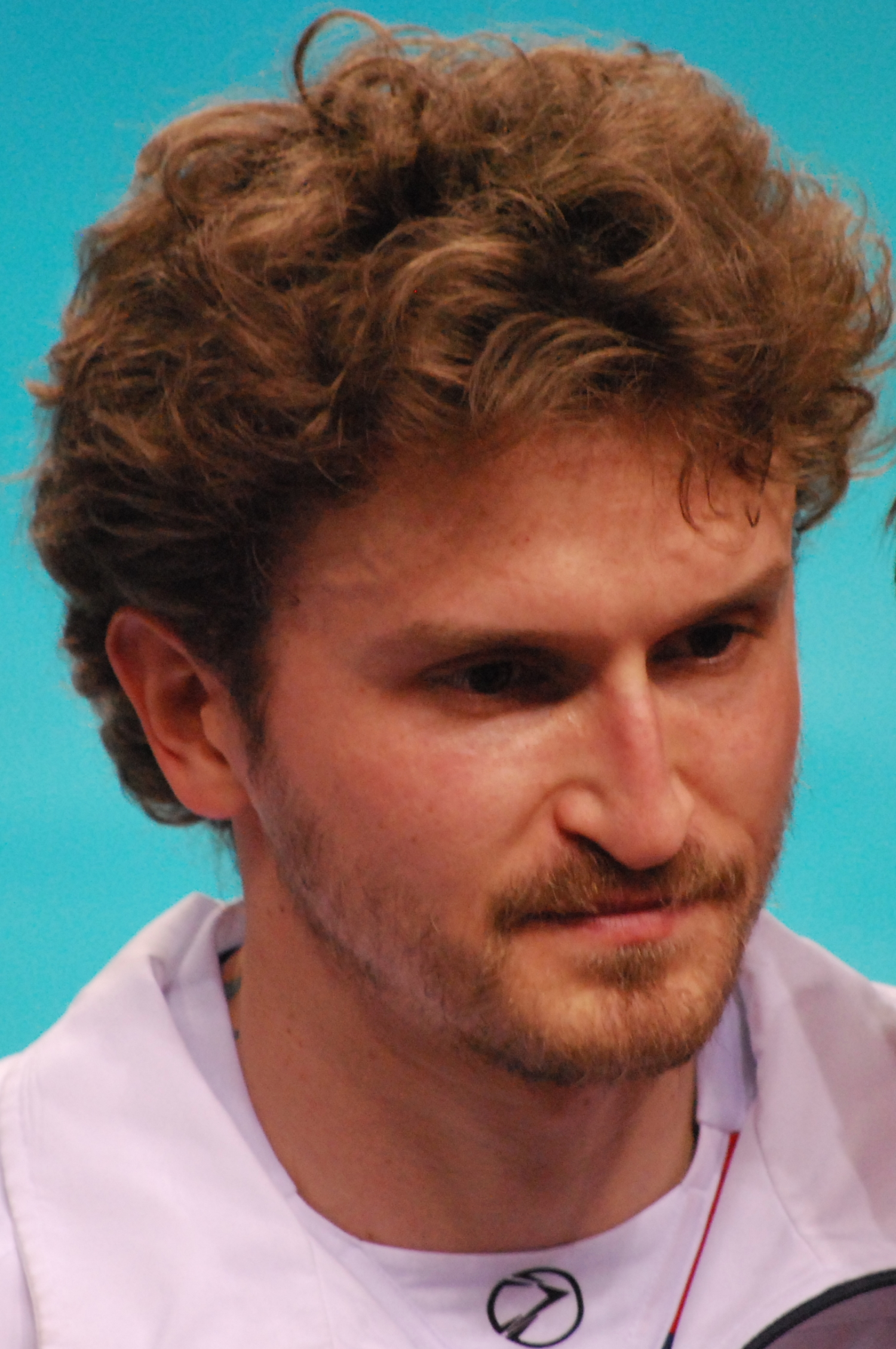
در سال ۲۰۱۳

میخال ماسنی (انگلیسی: Michal Masný زاده ۱۴ اوت ۱۹۷۹ در ژیلینا) بازیکن والیبال اهل اسلواکی؛ عضو تیم ملی والیبال اسلواکی و باشگاه یازچمبسکی ونگل است.